# Liste der Erzbischöfe von Besançon
Die folgenden Personen waren Bischöfe, Fürstbischöfe und Erzbischöfe von Besançon (Frankreich):
- Ferreolus 180?–211?
- Linus
- Antidius I. um ca. 267
- Germanus
- Maximinus † vor 304
- Paulinus † ca. 310
- Eusebius
- Hilarius
- Pancratius † ca. 353
- Justus um ca. 362
- Aegnanus † ca. 374
- Sylvester I. 376–396?
- Fronimius
- Desideratus
- Leontius ?–443
- Chelidonius † 451?
- Antidius II.
- Chelmegisl
- Claudius I. um ca. 517
- Urbicus um ca. 549
- Tetradius I. um ca. 560
- Sylvester II. um ca. 580
- Vitalis I.
- Nicetas † ca. 611
- Protadius 614?–624?
- Donatus von Besançon † 660
- Migetius
- Ternatius † ca. 680
- Gervasius ca. 680–?
- Claudius II. † 693?
- Felix um ca. 710
- Tetradius II. † 732
- Albo um ca. 742
- Wandelbert
- Evrald
- Arnoul
- Herväus 757–762
- Gedeon † 796
- Bernoin 811–829
- Amalwin 838–840
- Arduicus 843–872
- Theoderic I. 872–895
- Berengar 895–831
- Aymin um 914
- Gontier um 931
- Gottfried I. 944–953
- Guy 958–970
- Guichard
- Leutald 993–994
- Hektor 1002–1015
- Walter I. 1016–1031
- Hugo I. de Salins 1031–1067
- Hugo II. de Montfaucon † 1085
- Hugo III. von Burgund 1085–1101
- Hugo IV. 1102–1107
- Guillaume I. de Arguel 1109?–1117
- Anseric de Montréal 1117–1134
- Humbert 1134–1162
- Walter II. 1162–1163
- Herbert (schismatisch) 1163–1170[1]
- Eberhard de Saint-Quentin 1171–1180
- Theoderic II. de Montfaucon 1180–1190
- Etienne de Vienne 1191–1193
- Amadeus de Tramelay 1197–1220
- Gérard I. de Rougemont 1221–1225
- Jean I. Allegrin 1225–1227
- Nicolas de Flavigny 1227–1235
- Gottfried II. 1236–1241
- Jean II. 1242–1244
- Guillaume II. de la Tour 1245–1268
- Odo de Rougemont 1269–1301
- Hugo V. von Chalon 1301–1312 (1295–1301 Bischof von Lüttich)
- Vitalis II. de Vienne 1312–1333
- Hugo VI. de Vienne 1334–1355
- Jean III. de Vienne 1355–1361 (1361–1365 Bischof von Metz, 1365–1382 Bischof von Basel)
- Louis de Montfaucon 1361–1362
- Aimo de Villersexel 1362–1370 (Haus Faucogney)
- Guillaume III. de Vergy 1371–1391, † 1404 (Kardinal) (Haus Vergy)
- Gerard II. de Athies 1391–1404
- Theobald Rougemont 1405–1429
- Jean IV. de la Rochetaillé 1429–1437 (Kardinal)
- François I. Condolmer 1437–1438, † 1453 (Kardinal)
- Jean V. de Norry 1438
- Quentin Ménart 1438–1462
- Charles de Neufchâtel 1463–1498
- Franz II. von Busleiden 1498–1502
- Antoine I. de Vergy 1502–1541 (Haus Vergy)
- Pierre Kardinal de la Beaume 1542–1544
- Claude III. Kardinal de la Beaume 1544–1584
- Antoine II. Kardinal Perrenot de Granvelle 1584–1586
- Ferdinand de Rye 1586–1636
  - Francois III. de Rye 1636–1637 (Koadjutor)
- Claude IV. de Achey 1637–1654
- Charles Emanuel de Gorrevot 1654–1659
- Jean Jacques Fauche 1659–1662
- Antoine Pierre I. de Gramont 1662–1698
- Francois-Joseph de Grammont 1698–1717
- René de Mornay 1717–1721
- Honoré de Grimaldi 1723–1731
- Antoine-Francois de Bliterswijk-Montcley 1733–1734
- Antoine Pierre II. de Grammont 1735–1754
- Antoine Kardinal Clairiard de Choiseul de Beaupré 1754–1774
- Raymond de Durfort 1774–1792
- Philippe-Charles-François Seguin 1791–1793
  - Flavigny 1791–1801
  - Demandre 1798–1801
- Claude Le Coz 1802–1815
  - Antoine-Emmanuel Durand 1815–1819 (Diözesanadministrator)
- Gabriel Cortois de Pressigny 1817/19–1823
- Paul-Ambroise Frère de Villefrancon 1823–1828
- Louis-François-Auguste Kardinal de Rohan-Chabot 1828–1833
- Louis-Guillaume-Valentin Dubourg PSS 3. Februar 1833 bis 12. Dezember 1833
- Jacques-Marie-Adrien-Césaire Kardinal Mathieu 1834–1875
- Pierre-Antoine-Justin Paulinier 1875–1881
- Joseph Alfred Foulon 1882–1887 (dann Erzbischof von Lyon)
- Arthur-Xavier Ducellier 1887–1893
- Marie-Joseph-Jean-Baptiste-André-Clément-Fulbert Petit 1894–1909
- François-Léon Gauthey 1910–1918
- Louis Humbrecht 1918–1927
- Charles Kardinal Binet 1927–1936
- Maurice-Louis Dubourg 1936–1954
- Marcel-Marie-Henri-Paul Dubois 1954–1966
- Marc-Armand Lallier 1966–1980
- Lucien Daloz 1980–2003
- André Jean René Lacrampe 2003–2013
- Jean-Luc Bouilleret seit 2013